# Daniel do Nascimento
Daniel Ferreira do Nascimento (* 28. Juli 1998 in Paraguaçu Paulista) ist ein brasilianischer Leichtathlet, der sich auf den Langstreckenlauf spezialisiert hat. 2021 wurde er Südamerikameister im 10.000-Meter-Lauf. Seit April 2022 hält er mit 2:04:51 h den Südamerikarekord im Marathonlauf; dies ist außerdem die schnellste Marathonzeit eines Läufers nichtafrikanischer Herkunft.

## Sportliche Laufbahn
Daniel do Nascimento sammelte 2013 erste internationale Wettkampferfahrung im 3000-Meter-Lauf. Anfang November lief er in Belém Bestzeit von 8:41,88 min. 2014 qualifizierte er sich im Hindernislauf für die Olympischen Jugendspiele in Nanjing, bei denen er über 2000 Meter an den Start ging. Er verpasste den Einzug in das Finale, belegte aber anschließend im B-Finale den zweiten Platz. Ein paar Tage später trat er auch in der 4-mal-800-Meter-Staffel an, schied mit dieser allerdings nach dem Vorlauf aus. Im September wurde er Brasilianischer U23-Meister im 5000-Meter-Lauf und U18-Meister Brasiliens über 3000 Meter. Einen Monat später trat er in Uruguay bei den U23-Meisterschaften Südamerikas an und landete im 5000-Meter-Lauf auf dem sechsten Platz. Einen weiteren Monat später nahm er in Kolumbien an den Südamerikanischen U18-Meisterschaften teil und gewann im 3000-Meter-Lauf die Goldmedaille. 2015 trat Nascimento im März bei den Crosslauf-Weltmeisterschaften in Guiyang im U20-Rennen an und landete dabei auf dem 41. Platz. Ende Mai nahm er in Ecuador an den U20-Südamerikameisterschaften teil und verpasste als Vierter knapp die Medaillenränge im 5000-Meter-Lauf. Später im Juli trat er zunächst im Hindernislauf bei den U18-Weltmeisterschaften in Cali an, zog in das Finale ein und belegte darin den achten Platz. Ende des Monats nahm er in Edmonton an den U20-Panamerikameisterschaften teil und gewann dabei Bronze über 5000 Meter. Im 1500-Meter-Lauf wurde er Fünfter.
2016 belegte Nascimento im Juli den fünften Platz bei den Brasilianischen Meisterschaften im 3000-Meter-Hindernislauf. In dieser Disziplin trat er im September bei den U23-Südamerikameisterschaften in Lima an und gewann die Goldmedaille. Einen Tag später bestritt er das Finale über 5000 Meter und gewann mit einer Zeit von 14:27,78 min eine weitere Goldmedaille. 2017 trat er im März zum zweiten Mal bei den Crosslauf-Weltmeisterschaften an und belegte in Uganda diesmal den 30. Platz im U20-Rennen. Im Juni nahm er in Guayana erneut an den Südamerikanischen U20-Meisterschaften teil und gewann über 5000 und 10.000 Meter jeweils die Goldmedaille. Anfang Juni wurde Nascimento erstmals Brasilianischer Meister, nachdem er über 10.000 Meter in 29:13,34 min einen südamerikanischen Juniorenrekord aufstellte. Ende Juli belegte er bei den U23-Meisterschaften Panamerikas in Peru den neunten Platz über 5000 Meter. 2020 bestritt Nascimento seine ersten Wettkämpfe im Halbmarathon. Im Oktober trat er in Gdynia bei den  Halbmarathon-Weltmeisterschaften an und lief in 1:04:27 h eine neue Bestzeit, die allerdings nur für Platz 93 reichte. 2021 betritt er im Mai in Lima zum ersten Mal einen Marathon und schaffte mit seiner Siegerzeit von 2:09:05 h die Qualifikation für die Olympischen Sommerspiele in Tokio. Eine Woche später trat er in Ecuador zum ersten Mal bei den Südamerikameisterschaften an und sicherte sich im 10.000-Meter-Lauf den Titel. Anfang August trat er im Marathon bei den Olympischen Spielen an, konnte den Wettkampf allerdings nicht beenden.
2022 stellte do Nascimento beim Seoul International Marathon in 2:04:51 h eine neue Bestzeit auf, die zugleich Südamerikarekord wurde. Im Sommer nahm er in den USA an seinen ersten Weltmeisterschaften teil. Dort absolvierte er den Marathon in 2:07:35 h, womit er als Achter das Ziel erreichte.
Kurz vor den Olympischen Spielen 2024 wurde do Nascimento bei einem Dopingtest auf drei verschiedene Substanzen positiv getestet und deswegen im Jahr 2025 für insgesamt fünf Jahre gesperrt.

## Wichtige Wettbewerbe
| Jahr                  | Veranstaltung                    | Ort                   | Platz                 | Disziplin             | Zeit                  |
| Startet für Brasilien | Startet für Brasilien            | Startet für Brasilien | Startet für Brasilien | Startet für Brasilien | Startet für Brasilien |
| --------------------- | -------------------------------- | --------------------- | --------------------- | --------------------- | --------------------- |
| 2014                  | Olympische Jugendspiele          | Nanjing               | 2. (B-Finale)         | 2000 m Hindernis      | 6:01, 84 min          |
| 2014                  | U23-Südamerikameisterschaften    | Montevideo            | 6.                    | 5000 m                | 14:37.82 min          |
| 2014                  | U18-Südamerikameisterschaften    | Cali                  | 1.                    | 3000 m                | 8:30,85 min           |
| 2015                  | Crosslauf-Weltmeisterschaften    | Guiyang               | 41.                   | U20-Rennen            | 25:57 min             |
| 2015                  | U20-Südamerikameisterschaften    | Cuenca                | 4.                    | 5000 m                | 15:53,57 min          |
| 2015                  | U18-Weltmeisterschaften          | Cali                  | 8.                    | 2000 m Hindernis      | 5:46,05 min           |
| 2015                  | U20-Panamerikameisterschaften    | Edmonton              | 3.                    | 5000 m                | 14:31,81 min          |
| 2015                  | U20-Panamerikameisterschaften    | Edmonton              | 5.                    | 3000 m                | 3:59,64 min           |
| 2016                  | U23-Südamerikameisterschaften    | Lima                  | 1.                    | 3000 m Hindernis      | 9:05,40 min           |
| 2016                  | U23-Südamerikameisterschaften    | Lima                  | 1.                    | 5000 m                | 14:27:78 min          |
| 2017                  | Crosslauf-Weltmeisterschaften    | Kampala               | 30.                   | U20-Rennen            | 25:21 min             |
| 2017                  | U20-Südamerikameisterschaften    | Leonora               | 1.                    | 5000 m                | 14:53,71 min          |
| 2017                  | U20-Südamerikameisterschaften    | Leonora               | 1.                    | 10.000 m              | 31:01,64 min          |
| 2017                  | U23-Panamerikameisterschaften    | Trujillo              | 9.                    | 5000 m                | 15:15,08 min          |
| 2020                  | Halbmarathon-Weltmeisterschaften | Gdynia                | 93.                   | Einzel                | 1:04:27 h             |
| 2021                  | Südamerikameisterschaften        | Guayaquil             | 1.                    | 10.000 m              | 29:18,06 min          |
| 2021                  | Olympische Sommerspiele          | Tokio                 |                       | Marathon              | DNF                   |
| 2022                  | Weltmeisterschaften              | Eugene                | 8.                    | Marathon              | 2:07:35 h             |

## Persönliche Bestleistungen
Freiluft
- 5000 m: 14:17,07 min, 12, Dezember 2020, São Paulo
- 10.000 m: 28:40,17 min, 24. Juni 2022, Rio de Janeiro
- Halbmarathon: 1:01:03 h, 18. Juni 2022, Rio de Janeiro
- Marathon: 2:04:49 h, 17. April 2022, Seoul, (Südamerikarekord)